# 男丁格爾 (中視)
《男丁格爾》是2004年中國電視公司偶像劇，王鈞、馬競達領導巨人製作公司製作，明金成、柯政銘導演，坤達、林韋君、裴琳和張天霖主演，故事以醫院為背景，描述四人所飾演的護理師、醫師角色之間的戀愛關係。2004年12月5日在中視首播。

## 製作
《男丁格爾》劇組在桃園楊梅怡仁綜合醫院拍攝，該院護士長經常抱怨劇組太吵鬧。2004年7月，林韋君提到在怡仁醫院遇到靈異現象，引發院方反彈，中斷劇組在該院取景，7月8日召開員工大會後決議接受劇組道歉，並在同月20日恢復支援劇組拍攝。該劇執行製作人方孝仁表示不影響拍攝進度。2004年12月10日，坤達、裴琳和張天霖換上耶誕節服裝，偕同劇組到病房探望重症病童，並送上耶誕禮物。

## 評價
《男丁格爾》部分情節和設計引起護理人員不滿，批評包括劇情將護理師描述成打扮花枝招展、穿著超短迷你裙、愛慕虛榮的形象。製作人馬競達表示，現實中女性護理師的裙子確實不可能如戲中一樣短，並表示該劇也有強調醫護奮勇救人的情節，請護理人員諒解。而飾演該護理師角色的裴琳也表示，護理師當然不可能有如此穿著。